# ファン・ティー・キムフック
ファン・ティー・キムフック（ベトナム語: Phan Thị Kim Phúc、音訳漢字：潘氏金福、1963年4月6日 - ）は、ベトナム系カナダ人。ベトナム戦争のさなか、1972年にフィン・コン・ウトが撮影したとされるピューリッツァー賞獲得の写真に写ったことで知られる。
国際的な反戦運動家で、キム財団を創設し、カナダ・ヨーク大学名誉法学博士、ユネスコの親善大使を務めている。財団の名前がキム財団 (Kim Foundation) であることなどから、キム・フックやキムさんと呼称されることも多いが、姓はファン（Phan、潘）。キムフック（Kim Phúc、金福）は名である。

## 経歴

### ベトナム戦争期
キムフックはベトナム戦争当時、タイニン省（西寧省）チャンバンで暮らしていた。
1972年6月8日、チャンバンにおいて南ベトナム軍と北ベトナム軍が交戦、南ベトナム軍の空軍機がナパーム弾を投下し、キムフックが暮らすチャンバンは空襲を受けた。この時、逃げ惑う村人らとともに裸で逃げる9歳（当時）の少女だったキムフックを撮影した写真（AP通信のベトナム人カメラマンフィン・コン・ウトの撮影とされる）は「戦争の恐怖」(The Terror of War) と題され、全世界に配信された。この写真は翌1973年、ピューリッツァー賞 ニュース速報写真部門を獲得している。
キムフックはこの空襲で重度の火傷を負い、一命は取りとめたものの、この後17回にも及ぶ手術を受けている。なお、このとき彼女を救ったのは当時イギリス・ITNテレビ記者のクリストファー・ウェイン (Christopher Wain) である。彼は南ベトナム政府の高官に直談判して、キムフックを設備の整っていない病院から、当時の旧サイゴン市内のバスキー病院に転院させることに尽力した。ウェインとキムフックは38年後の2010年に、イギリスで再会を果たした。

### 現在に至るまで
1992年、結婚、現在では2児の母となった。ベトナム人の夫とともにカナダで暮らしている。
1996年、ベトナム戦争中に負った重度の火傷を治療する手術を施してくれた外科医との再会を果たす。
1997年にはカナダ国籍を取得。1997年11月10日、ユネスコ親善大使に任じられる。
1999年、自伝を出版する。
2004年10月22日、世界各地の戦争・紛争に遭遇している子供たちを救済する活動が認められ、カナダ・トロントのヨーク大学から名誉法学博士号を授与される。